# Ordres de grandeur monétaires
 (octobre 2009).
Cette page donne des ordres de grandeur monétaire. Ces ordres de grandeur sont donnés en euros.

## Moins d'1 €

Pièce de 1 centime d'euro.

- 0,003 43 € : prix d’un litre d’eau du robinet à Paris en 2019[1].
- 0,01 € : prix d’une feuille de papier A4.
- 0,01 € : la plus petite pièce d'euro.

## De 1 à 103€
- 1,28 € : prix d’un timbre postal en France en 2021.
- 1,90 € : prix d'un ticket du métro de Paris en 2021[2].
- 20 € : prix d’un pantalon de jeans de fast fashion.
- 45 € : prix mensuel d’un abonnement à un quotidien régional en France version papier en 2021[3].
- 100 € : prix d’une paire de sneakers de marque.
- 170 € : frais d'inscription en licence  dans une université française à la rentrée 2018[4].
- 500 € : prix d’une veste de costume de marque.
- 628 € : loyer mensuel moyen des Français en 2016[5].
- 900 € : prix d’un smartphone haut de gamme en 2021.

## De 103à 106€
- 1 554,58 € : salaire minimum interprofessionnel de croissance mensuel brut pour 151,67 heures de travail en France en 2021[6].
- 7 000 € : prix d’un boitier nu d’un appareil photographique reflex numérique professionnel.
- 8 600 € : dépense moyenne pour des noces en France en 2018[7].
- 20 000 € : ordre de grandeur de prix pour une voiture neuve de taille moyenne (2006).
- 30 000 € : prix approximatif d'un kilogramme d'or (juin 2010).
- 163 100 € : patrimoine médian des ménages français en 2018[8].
- 200 000 € : ordre de grandeur de prix pour une maison.
- 220 000 € : un vol de tourisme spatial en 2023, selon des projets de 2019[9].

## De 106à 109€

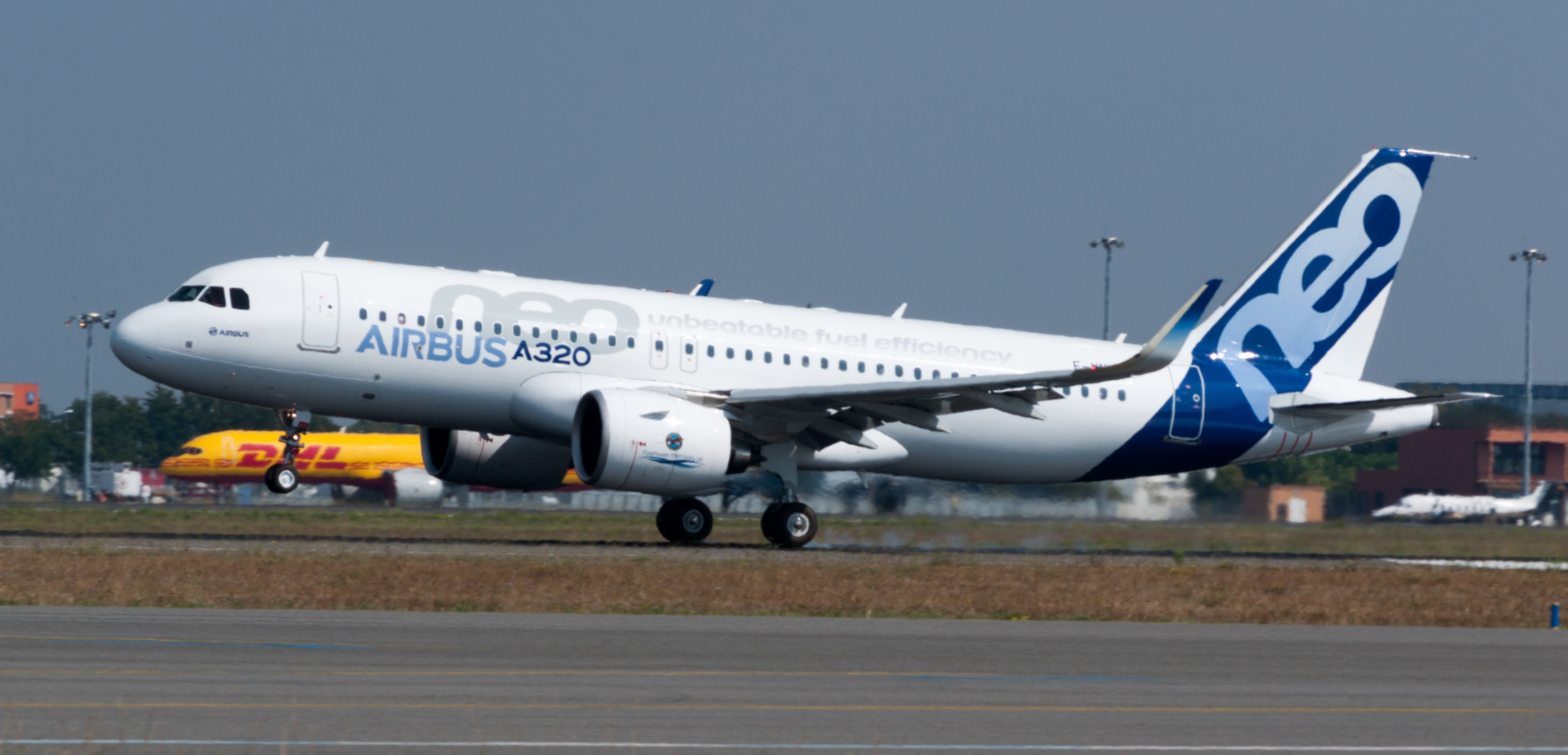
Airbus A320neo.

- 2 millions d’euros : chiffre d'affaires moyen d’un magasin alimentaire franchisé.
- 15 millions d’euros : coût de la construction d’un collège de 450 élèves[10].
- 43 millions de dollars : PIB de Tuvalu en 2019 (le moins élevé au monde)[11].
- 100 millions d’euros (environ) : prix d'un gramme de californium, le métal le plus cher du monde.
- 108,4 millions de dollars : prix catalogue d’un Airbus A320neo en 2017[12].
- 375 millions d’euros : dépensés par Canal+, BeIn Sports France et TF1 chaque année entre 2021 et 2024 pour diffuser la ligue des champions de l'UEFA[13].

## De 109à 1012€
- 10,9 milliards d’euros : coût à terminaison de la construction de l’EPR de Flamanville, estimé en 2018 par Électricité de France[14].
- 77,8 milliards de dollars : chiffre d’affaires de quatre géants du Web en 2016 (Apple 45,69 ; Google 19,48 ; Facebook 10,22 ; Amazon 2,37)[15].
- 252 milliards de dollars : PIB de la Finlande en 2019[11].
- 693 milliards de dollars : budget de défense des États-Unis en 2019.
- 750 milliards d’euros : plan de relance européen de 2020.

## Plus de 1012€
- 2 582 milliards de dollars : produit intérieur brut de la France en 2019[11].
- 19 485 milliards de dollars : PIB des États-Unis en 2019 (le plus élevé au monde)[11].